# سفين بيندر
سفين بيندر (بالألمانية: Sven Bender؛ مواليد 27 أبريل 1989) لاعب كرة قدم ألماني سابق لعب في مركز قلب الدفاع و‌الوسط الدفاعي. وهو الشقيق التوأم للاعب لارس بيندر الذي كان يلعب أيضًا لصالح باير 04 ليفركوزن.

## مسيرته الكروية
لعب سفين بيندر خلال مسيرته الاحترافية مع 4 أندية في خمسة عشر موسمًا وسجل خلالها 11 هدفًا ضمن 327 مباراة. حيث فاز في موسمين بالكأس وفي موسمين بالدوري.
خاض سفين بيندر مسيرته مع نادي ميونخ 1860 في موسم 2006–07 واستمر معه طيلة ثلاثة مواسم، مشاركًا في 65 مباراة سجل خلالها هدفًا واحدًا. ثم انتقل إلى نادي بوروسيا دورتموند للفورميلا في موسم 2009–10 ليلعب معه ثمانية مواسم، حيث شارك في 158 مباراة سجل خلالها 4 أهداف. لينتقل بعدها إلى نادي باير 04 ليفركوزن في موسم 2017–18 واستمر معه طيلة ثلاثة مواسم، مشاركًا في 89 مباراة سجل خلالها 4 أهداف أيضًا.

## وصلات خارجية
- سفين بيندر على موقع الاتحاد الدولي (مؤرشف)  (الإنجليزية)
- سفين بيندر على موقع الاتحاد الأوربي (الإنجليزية)
- سفين بيندر على موقع إي إس بي إن إف سي (الإنجليزية)
- سفين بيندر على موقع قاعدة بيانات كرة القدم.إي يو (الإنجليزية)
- سفين بيندر على موقع بيانات كرة القدم. دي إي (الألمانية)
- سفين بيندر على موقع ناشيونال فوتبول تيمز (الإنجليزية)
- سفين بيندر على موقع Soccerbase.com (لاعب) (الإنجليزية)
- سفين بيندر على موقع Soccerway.com (الإنجليزية)
- سفين بيندر على موقع عالم كرة القدم.نت (الإنجليزية)
- سفين بيندر على موقع كووورة

خيارات العرض الأولية
يُمكن استخدام وسيط |وضع= لضبط خيارات عرض القالب الأوليّة:
- |وضع=collapsed: {{سفين بيندر|وضع=collapsed}} لإظهار القالب مطويًّا، بمعنى إخفاء محتوياته ما عدا الشريط الخاص بالعنوان.
- |وضع=expanded: {{سفين بيندر|وضع=expanded}} لإظهار القالب ممتدًّا، بمعنى إظهاره كاملًا.
- |وضع=autocollapse: {{سفين بيندر|وضع=autocollapse}}
  - لإظهار القالب مطويًّا إلى شريط العنوان إذا وُجِد قالب {{وصلات قالب}}، أو قالب {{شريط جانبي}} أو أي جدول يستخدم متغيّر مطوي في الصفحة.
  - لإظهار القالب في وضع الممتد إذا لم يكن هنالك أي عنصر مطوي في الصفحة.

إذا كان وسيط |وضع= غير مضبوطٍ؛ فإن العرض الأولي للقالب يأخذ الوضع من وسيط |افتراضي= في القالب. وضع هذا القالب الحالي مضبوط على autocollapse.
- أدوات مساعدة: تفقد استخدام الوصلات للقالب